# Джафар (султан Негери-Сембилана)
Туанку Джафар Ибни аль-Мархум Ямтуан Абдул Рахман (19 июля 1922, Кланг, Селангор, Британская Малайя — 27 декабря 2008, Серембан, Негери-Сембелан, Малайзия) — малайзийский политический деятель, Верховный правитель Малайзии (1994—1999). Фельдмаршал малайзийской армии, адмирал флота и маршал ВВС.

## Биография
Получил образование в колледже Рефлис в Сингапуре, в университете Ноттингема и в Оксфорде.
В 1957 г. после обретения Малайзией независимости — на дипломатической работе.
В 1957—1958 гг. — 1-й секретарь постоянной миссии при ООН,
в 1958—1962 гг. — 1-м секретарь и торговый консул посольства в Лондоне,
в 1962—1965 гг. — посол в Центрально-африканской республике,
в 1965—1967 гг. — посол в Нигерии и Гане,
в 1967 г. — в Японии.
В 1967 г. после смерти своего старшего брата он был провозглашен Верховным правителем султаната Негери-Сембелан (Западная часть Малайского полуострова).
В 1994—1999 гг. — Янг ди-Пертуан Агонг Малайзии. В течение пяти лет до этого занимал пост Тимбалан Янг ди-Пертуан Агонга (Заместителя Верховного правителя) Малайзии. За годы его правления Малайзии удалось преодолеть последствия Азиатского финансового кризиса и стать одной из ведущих стран азиатско-тихоакеанского региона. Большие усилия Верховного правителя Джафара были направлены на усовершенствование малайской образовательной системы. Под его покровительством в Малайзии среди молодежи получили развитие такие виды спорта как: крикет, теннис, бадминтон, сквош, хоккей и гольф.
Вопреки мусульманской традиции, у него была только одна супруга. Имел шестерых детей — 3 сына и 3 дочери.
Имел чин полковника Королевской армии, являлся почетным доктором университетов Малайзии, Филиппин, Ноттингема, Сантьяго и Брунея.
Был награждён цепью шведского ордена Серафимов, орденом Независимости Камбоджи, цепью ордена Розы Финляндии, британским орденом Бани, испанским орденом «За гражданские заслуги», чилийским орденом «За заслуги», а также многочисленными орденами и медалями Малайзии и входящих в неё штатов.